# Ливерани, Доменико
Доменико Ливерани (итал. Domenico Liverani; 31 августа 1805, Кастель-Болоньезе — 20 мая 1877, Болонья) — итальянский кларнетист.
Сын владельца продуктовой лавки. С детских лет учился играть на кларнете и музицировал в составе духового оркестра в своём родном городке. С 1822 года учился в Болонском музыкальном лицее у Пьетро Авони (кларнет), Бенедетто Донелли (фортепиано) и Станислао Маттеи (композиция). Затем гастролировал во Франции и Великобритании, в 1838 году вернулся в Болонью и преподавал в том же Лицее (среди его учеников Аурелио Маньяни). Продолжая исполнительскую карьеру, он особенно преуспел в организации различных музыкальных торжеств, для которых, в числе прочего, готовил оригинальные аранжировки. Дружеские отношения связывали Ливерани с Джоаккино Россини, в дальнейшем за подготовку торжественного концерта к открытию памятника Россини в Пезаро он был удостоен звания почётного гражданина этого города. Среди сочинений и обработок Ливерани — Терцеттино на темы оперы Джузеппе Верди «Трубадур» для кларнета, виолончели и фортепиано.